# Johann Gottfried Eichhorn

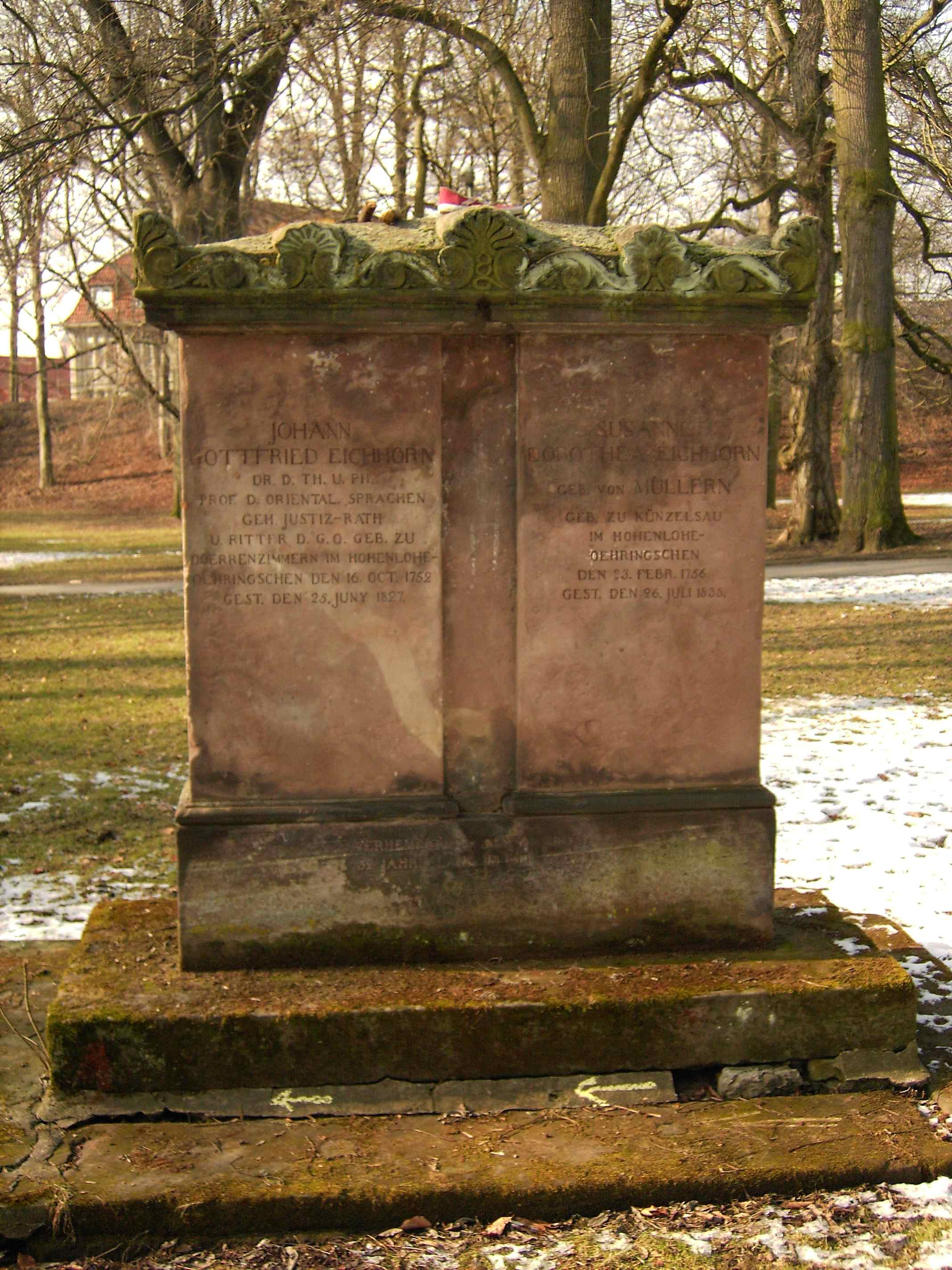
Eichhorn sírja Göttingenben

Johann Gottfried Eichhorn (Dörrenzimmern, 1752. október 16. – Göttingen, 1827. június 25.) német orientalista, teológus és történetíró, Karl Friedrich Eichhorn édesapja.

## Élete
Göttingenben tanult, később aztán az ohrdrufi (Gotha hercegségben) középiskola rektora, 1775-ben Jénában a keleti nyelvek tanára lett. 1788-ban ugyanily tanszékre Göttingenbe hívták meg. Első műve a Geschichte des ostindischen Handels vor Mohammed (Gotha, 1785) volt. Szélesebb körben tette ismertté nevét: Bibliothek der biblischen Litteratur (Lipcse, 1787-1801, 10 kötet) és Repertorium für biblische und mörgenländische Litteratur (uo. 1777-86, 18 kötet) című munkáival. Egyéb teológiai művei: Historisch-kritische Einleitung in das Alte Testament (uo. 1804-1814, 3 kötet, 2-ik kiadás uo. 1820-1827, 5 kötet) és Einleitung in das neue Testament (1804-1814, 3 kötet), melyekben az ó- és újszövetséget tisztán irodalomtörténeti szempontból vizsgálja és a keleti világnak, valamint az ókori műveltségnek helyes és beható tanulmánya alapján iparkodik megmagyarázni és megérteni; Urgeschichte (kiadta Gabler J. Fülöp, Nürnberg, 1790-1793, 2 kötet). Később az irodalom- és művelődés-történelem művelésére szentelte magát és számos idevágó munkát bocsátott közre. Nevezetesebbek: Allgemeine Geschichte der Kultur und Litteratur des neueren Europa (Göttingen, 1796-99, 2 kötet); Allgemeine Litteraturgeschichte (2. kiad. uo. 1816 és 1814, 2 kötet); Weltgeschichte (3 kiad., uo. 1818-20, 5 kötet); Geschichte der drei letzten Jahrhunderte (3. kiad., Hannover, 1817-18, 6 kötet); Geschichte des 19. Jahrhunderts (Göttingen, 1817).